# Sauveur Casanova
Sauveur Casanova (* 2. Juni 1918 in Corte, Korsika; † 26. Mai 1998 in Ajaccio) war ein französischer Geistlicher und von 1987 bis 1995 Bischof von Ajaccio.

## Als Priester
Casanova besuchte von 1938 bis 1939 das Priesterseminar in Ajaccio und danach von 1942 bis 1945 das Séminaire universitaire in Lyon. Am 24. Februar 1945 wurde er zum Priester geweiht. Er war zunächst Vikar in seiner Heimatstadt Corte, danach Schulseelsorger und ab 1954 Verantwortlicher des Bistums für die kirchliche Jugendarbeit, etwa für Pfadfindergruppen. 1965 wurde er Generalvikar des Bistums.

## Als Bischof
Am 13. August 1987 wurde er als Nachfolger von Jean-Charles Thomas für das Amt des Bischofs von Ajaccio nominiert, die Bischofsweihe spendete ihm am 15. Oktober desselben Jahres Kurienkardinal Angelo Felici. Mitkonsekratoren waren Kurienbischof Jean-François Arrighi und Casanovas Amtsvorgänger Jean-Charles Thomas, Koadjutorbischof von Versailles. Als gebürtiger Korse, und da sein Bistum die ganze Insel umfasste, führte Casanova auch gern den Titel „Bischof von Korsika“. In seine Amtszeit fiel der Höhepunkt der Gewalt auf der Insel durch nationalistische Gruppen wie die FLNC, die auf diese Weise für die Unabhängigkeit der Insel kämpften. Hierauf reagierte er 1992 in einem Rundschreiben mit dem Titel Parole d’espérance („Wort der Hoffnung“). Am 5. Januar 1995 nahm Papst Johannes Paul II. sein Rücktrittsgesuch an und Casanova ging in den Ruhestand. Entgegen der katholischen Tradition, dass Bischöfe in der Kathedrale des Bistums bestattet werden, in dem sie zuletzt tätig waren, bestand Casanova darauf, in Corte, der historischen Hauptstadt Korsikas und Heimat seiner Familie, seine letzte Ruhe zu finden.